# Usāma al-Maṣrī Nağīm
Usāma al-Maṣrī Nağīm (in arabo أسامة المصري نجيم‎?; Tripoli, 16 luglio 1979) è un militare libico.

## Biografia
Nato nel 1979 a Tripoli, nella allora Repubblica araba di Libia, prima della caduta del regime di Muʿammar Gheddafi nel 2011, lavorava come commerciante di volatili al mercato della capitale. Con lo scoppio della Guerra civile libica si unì, nel 2014, alle Forze speciali di deterrenza, una milizia affiliata al fronte islamico, assumendo un ruolo di rilievo nelle sue operazioni, tra cui la repressione degli oppositori e la gestione delle carceri sotto il suo controllo. Fu coinvolto in azioni militari contro le forze del generale Khalifa Haftar ed operò come esecutore di eliminazioni mirate per conto della fazione per cui operava. Dal 2015 sarebbe stato a capo delle operazioni delle Forze speciali di deterrenza presso la prigione allestita nell'aeroporto militare di Mitiga, considerato come il principale centro di detenzione dell'area di Tripoli.

### Mandato d'arresto internazionale
Il 2 ottobre 2024, l'ufficio della procura presso la Corte penale internazionale (CPI) ha richiesto per lui un mandato d'arresto con l'accusa di crimini di guerra e crimini contro l'umanità; il mandato è stato emesso il 18 gennaio 2025. L'ambasciata italiana nei Paesi Bassi è stata quindi informata dalla CPI che al-Maṣrī, che in quel momento si trovava in Germania, si sarebbe recato in Italia.

#### I crimini di guerra
Il mandato di arresto spiccato ne suoi confronti riporta una serie di gravi accuse, fra cui crimini di guerra:: 
- oltraggio alla dignità personale, in base all'art. 8 "War crimes" (2)(c)(ii) dello Statuto[6][7][8];
- trattamento crudele, ai sensi dell'art. 8 (2)(c)(i)[9];
- tortura, secondo l'art. 8 (2)(c)(i)[10];
- stupro e violenza sessuale, in conformità all'art. 8 (2)(e)(vi)[11][12];
- omicidio, ai sensi dell'art. 8 (2) (c) (i)[13].

tali crimini sarebbero stati commessi a partire dal 15 febbraio 2015 – nel corso della seconda guerra civile in Libia – nella prigione di Mitiga.
Inoltre, il mandato comprende anche crimini contro l'umanità, tra cui la reclusione (art. 7 (1) (e)), la tortura (art. 7 (1) (f)), lo stupro e la violenza sessuale (art. 7 (1) (g)), l'omicidio (art. 7 (1) (h)), la persecuzione (art. 7 (1) (h)). Tutte queste azioni furono perpetrate nella stessa prigione dal 15 febbraio 2015.

#### Cattura e rimessa in libertà in Italia
Il 6 gennaio 2025 vola da Tripoli a Londra (facendo scalo a Fiumicino). Nella capitale britannica si trattiene fino al 13 gennaio, giorno in cui si trasferisce in treno a Bruxelles; da qui, il 16 gennaio parte con un amico per recarsi con la sua automobile in Germania, ma, durante il tragitto verso Monaco di Baviera, viene fermato dalla polizia per un controllo di routine e lasciato proseguire. Il 18 gennaio arriva in Italia.
Dopo l'emissione, il 18 gennaio, di un avviso rosso dell'Interpol su mandato della corte dell'Aia, il 19 gennaio è stato arrestato dalla DIGOS dopo la fine della partita Juventus-Milan (al quale aveva appena assistito dei bianconeri, di cui è tifoso) nei pressi dello Juventus Stadium, venendo trasportato presso il carcere delle Vallette. A far scattare l'allarme nei sistemi informatici di riconoscimento delle forze dell'ordine italiane, consentendone il fermo, era stata proprio l'identificazione fatta per accedere agli ingressi della struttura sportiva. il 21 gennaio, la Corte d'appello di Roma ne ha disposto la scarcerazione per l'irritualità dell'arresto, irregolarità dovuta alla mancata approvazione del Ministero della giustizia. Dopo la scarcerazione, il militare libico è stato espulso e rimpatriato in Libia a bordo di un aereo di Stato, modello Falcon 900, nella disponibilità dei servizi segreti italiani.
Il 27 gennaio, su esposto presentato presso la procura di Roma dall'avvocato Luigi Li Gotti, e su iniziativa dello stesso Procuratore capo Francesco Lo Voi, viene interessato il Tribunale dei Ministri al fine di valutare le posizioni del capo del Governo Giorgia Meloni, del ministro dell'Interno Matteo Piantedosi, di quello della Giustizia Carlo Nordio e del sottosegretario alla presidenza del Consiglio dei ministri Alfredo Mantovano, poi indagati per favoreggiamento e peculato. A metà febbraio, anche la CPI chiede dapprima chiarimenti e poi apre una indagine formale contro l'Italia, per l'inadempienza nell'arresto e per la mancata consegna dello stesso alle autorità dell'Aia.
Secondo il parere dello scrittore e giornalista Roberto Saviano, la vicenda del rimpatrio sarebbe stata completamente occultata se non vi fosse stato l'intervento di alcuni mass media italiani che si occupano di immigrazione e della gestione dell'immigrazione clandestina da parte del potere mafioso libico, che per primi presentarono la notizia.
Il 17 luglio 2025, Khaled al Hisri, ai vertici della milizia RADA assieme al generale Almasri, viene posto in stato di fermo in Germania, fermato a Francoforte per un mandato di cattura della Corte penale internazionale per gravi crimini umanitari commessi nel Paese del Nordafrica.